# Группа армий «Север»
Группа армий «Север» (нем. Heeresgruppe Nord, «Группа сухопутных войск „Норд“») — оперативно-стратегическое объединение войск вермахта во Второй мировой войне на северном участке Восточного фронта в 1941—1945 годах.

## Хронология

### 1939
С 1 сентября по 5 октября вторжение в Польшу совместно с Группой армий «Юг» под командованием генерал-полковника Рундштедта — операция «Вайс». По окончании Польской кампании переформирована и переведена на Западноевропейский ТВД. 10 октября переименована в Группу армий «B».

### 1941
Воссоздана 20 июня. Совместно с группами армий «Центр» и «Юг» участвовала в операции «Барбаросса». Задача группы армий «Север» — захват Прибалтики и Ленинграда. 

С сентября 1941, совместно с войсками Финляндии — Блокада Ленинграда

### 1942
- 21 марта начало операции «Наведение мостов»
- 14 апреля начало операции «Забортный трап»
- 23 августа начало операции «Северное сияние»

### 1943
Старорусская операция

### 1944
Прибалтийская операция (1944)
- Нарвская операция (1944)
- Таллинская операция (1944)

### 1945
25 января переименована в Группу армий «Курляндия», название досталось переформированной Группе армий «Центр».

## Командующие
- 27.08.1939 — генерал-фельдмаршал Федор фон Бок (до 10 октября 1939)
- 20.06.1941 — генерал-фельдмаршал Вильгельм фон Лееб
- 17.01.1942 — генерал-фельдмаршал Георг фон Кюхлер
- 31.01.1944 — генерал-фельдмаршал Вальтер Модель
- 31.03.1944 — генерал-полковник Георг Линдеман
- 04.07.1944 — генерал-полковник Йоханнес Фриснер
- 23.07.1944 — генерал-полковник Фердинанд Шёрнер
- 15.01.1945 — генерал-полковник Лотар Рендулич
- 12.03.1945 — генерал-полковник Вальтер Вайс

## Состав
| - Сентябрь: 3-я полевая армия (Кюхлер), 4-я полевая армия (Клюге), 4 дивизии резерва. - Октябрь: 6-я полевая армия, 4-я полевая армия. - 16-я полевая армия — фельдмаршал Эрнст фон Буш. - 18-я полевая армия — генерал-полковник Георг фон Кюхлер. - 4-я танковая группа — генерал-полковник Эрих Гёпнер. - 1-й воздушный флот — генерал-полковник Альфред Келлер. Всего: 793 000 человек — 23 пехотных дивизии, три танковых и три моторизованных дивизии, 646 танков, 830 боевых самолётов, 1200 орудий. Октябрь: - 16-я полевая армия, - 18-я полевая армия, - Голубая дивизия | - Сентябрь: 11-я полевая армия, 16-я полевая армия, 18-я полевая армия. - Декабрь: 16-я полевая армия, 18-я полевая армия. - 16-я полевая армия. - 18-я полевая армия. - Оперативная группа «Нарва». - 2-й армейский корпус. - 3-й танковый корпус СС. - 1-й воздушный флот. Всего: 730 тыс. человек, 1,2 тыс. танков и САУ, 7 тыс. орудий и минометов, 400 самолётов 4-я полевая армия, оперативная группа «Самланд». |

## Операции и сражения
- Операция «Вайс» (1939) — наступление.
- Операция Барбаросса (1941) — наступление.
- Блокада Ленинграда (1941—1944) — осада.
- Невский пятачок — осада.
- операция «Северное сияние» (1942) — наступление.
- Старорусская операция (1943) — отражение советского наступления.
- Ленинградско-Новгородская операция — окончательное отступление от Ленинграда.
- Режицко-Двинская операция (1944) — отступление.
- Псковско-Островская операция (1944) — отступление.
- Мадонская операция (1944) — отступление.
- Тартуская операция (1944) — отступление.
- Нарвская операция (1944) — отступление.
- Прибалтийская операция (1944) — отступление.
- Курляндский котёл — оборона.